# Cove Mountain
Pour les articles homonymes, voir Cove.
Cove Mountain est un sommet des monts Great Smoky, aux États-Unis. Il culmine à 1 243 mètres d'altitude dans le comté de Sevier, au Tennessee. La frontière nord du parc national des Great Smoky Mountains passe par le sommet, qui s'atteint par un sentier de randonnée appelé le Cove Mountain Trail. On y trouve une ancienne tour de guet contre les incendies reconvertie en station de mesure de la qualité de l'air.